# Walter Graumann
Anders Walter Graumann, född den 14 december 1887 i Nässjö, död den 11 februari 1967 i Stockholm, var en svensk militär.
Graumann blev underlöjtnant vid fortifikationen 1908, löjtnant där 1911 och kapten där 1918. Han var lärare vid Krigshögskolan 1928–1931. Graumann befordrades till major 1931 och till överstelöjtnant vid fälttygkåren 1937. Han var byråchef i tygdepartementet 1937–1941. Graumann var överste och chef för Bodens ingenjörkår 1941 och för Svea ingenjörkår 1941–1948. Han blev överste i reserven 1948. Graumann var redaktör för Tidskrift i fortifikation 1928–1931. Han var under signaturen A.W.G. medarbetare i Svensk uppslagsbok. Graumann invaldes som ledamot av Krigsvetenskapsakademien 1931. Han blev riddare  av Svärdsorden 1929 och av Vasaorden 1938, kommendör av andra klassen av Svärdsorden 1945 och kommendör av första klassen 1948.